# 요르요스 콜레티스
요르요스 콜레티스(그리스어: Γεώργιος Κωλέττης)는 그리스의 사이클 선수이다. 그는 아테네에서 열린 1896년 하계 올림픽에 참가했다.
콜레티스는 10km와 100km 경기에 참가했다. 100km 경기에서는 프랑스의 레온 플라멩의 뒤를 이어서 2위를 차지했다. 콜레티스와 플라멩은 경기를 끝낸 유이한 선수들이다. 플라멩이 결승선을 통과했을 때 콜레티스는 300바퀴 중 289바퀴를 돈 상태였다. 10km 경기에서 콜레티스는 경기의 3분의 2 지점에서 팀동료인 아리스티디스 콘스탄티니디스와 충돌해서 난 상처가 너무 아파서 결국 경기를 포기하고 말았다.